# Septembre 1791

## Événements

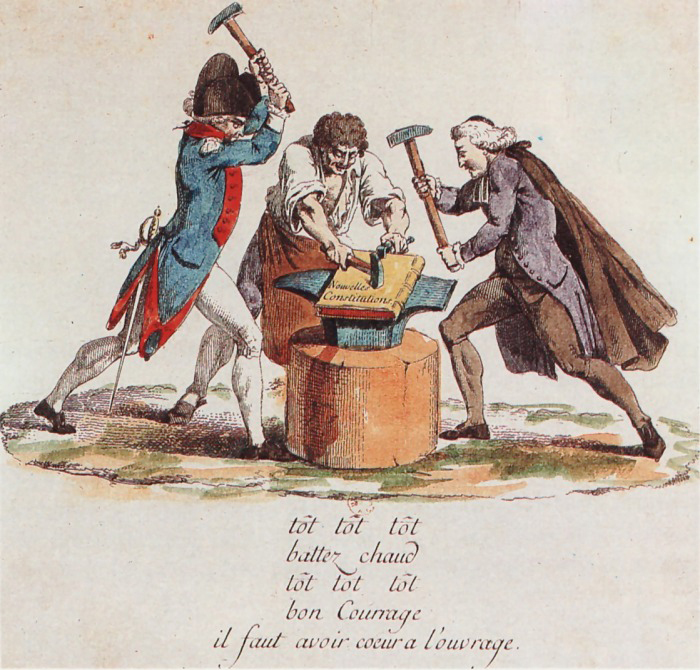
Les trois ordres (Clergé, Noblesse et Tiers-états) forgeant la Constitution de 1791.

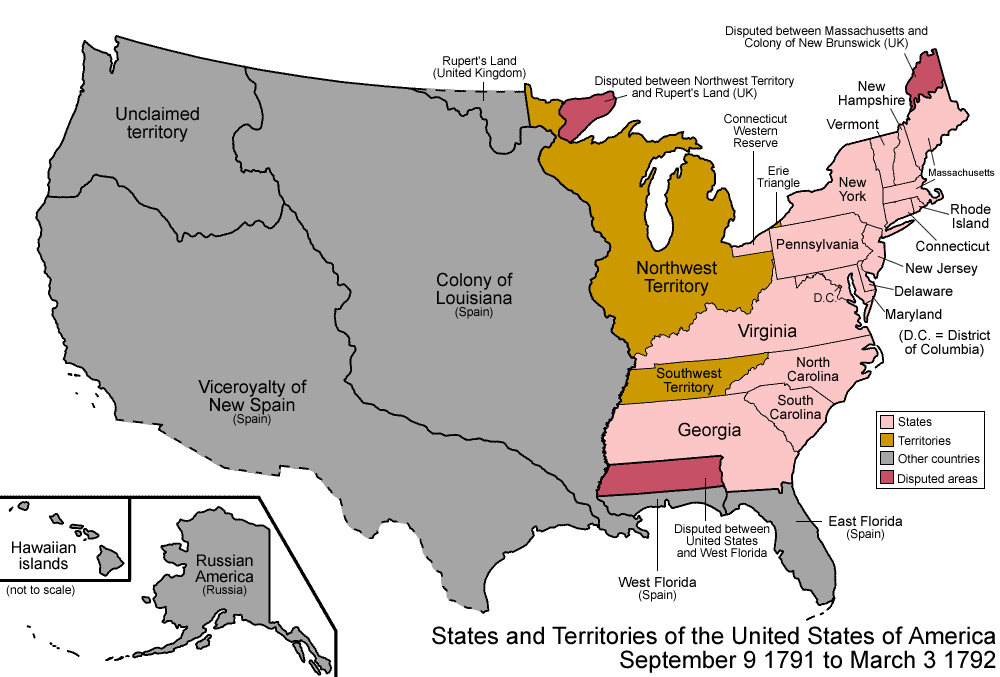
9 septembre 1791 - 3 mars 1792

- France : Olympe de Gouges rédige la Déclaration des droits de la femme et de la citoyenne.

- Après le 1er septembre : mort à Nioro du major Houghton, explorateur britannique, après avoir visité la vallée de la Falémé et les champs aurifères de l’ancien royaume du Bambouk, avant d’avoir atteint Tombouctou, son objectif final[1].
- 3 septembre, France : achèvement de la Constitution, promulguée le 14, établissant la base légale de fonctionnement d’un régime monarchique représentatif.
- 8 septembre, France : lettre de la reine à son frère Léopold II, empereur du Saint-Empire : « il n'y a que la force armée qui puisse tout réparer ».
- 9 septembre : le district fédéral prend le nom de « The Territory of Columbia » et la capitale prend le nom de « The City of Washington ». Le district fédéral, est formé par cession de terres du Maryland et de la Virginie[2] ; la portion cédée par la Virginie lui sera rétrocédée en 1847.
- 13 septembre : Louis XVI approuve la Constitution. Il devient roi des Français.
- 14 septembre : rattachement de la cité-état d'Avignon et du Comtat Venaissin, états pontificaux, à la France.
- 21 septembre :
  - Compromis de Léopold II avec la noblesse hongroise[3]. Convocation d’une diète qui obtient la reconnaissance du hongrois comme langue d’enseignement et rétablit le régime seigneurial.
  - France : Code pénal.
- 23 septembre, France : décret en complément des dispositions du 14 septembre créant le district de l’Ouvèze avec Carpentras pour chef-lieu, rattaché à la Drôme et le district de Vaucluse avec Avignon comme centre administratif, rattaché aux Bouches-du-Rhône, donnant ainsi satisfaction aux citoyens actifs de Carpentras qui avaient fait savoir solennellement que leur assemblée « supporterait plutôt la mort que d'adhérer à l'union de cette ville avec l'état d'Avignon ».
- 25 septembre : Fermín Lasuén fonde la Mission Santa Cruz qui devient la douzième mission espagnole de la Haute-Californie.
- 28 septembre : les Juifs de France obtiennent tous les droits de citoyens, par un décret de la Constituante.
- 30 septembre, France : dissolution de l'Assemblée constituante[4]. Élections législatives en septembre (60 à 75 % d’abstentions).

## Naissances
- 3 septembre : John Curtis (mort en 1862), entomologiste et artiste britannique.
- 4 septembre : Robert Knox (mort en 1862), médecin, naturaliste et voyageur britannique.
- 5 septembre : Giacomo Meyerbeer, compositeur.
- 8 septembre : Martin Goihetxe, écrivain et prêtre basque († 12 juin 1859).
- 22 septembre : Michael Faraday († 1867), chimiste et physicien britannique.
- 23 septembre : Johann Franz Encke († 1865), astronome allemand.
- 26 septembre : Théodore Géricault, peintre français († 26 janvier 1824).